# BE (álbum de Pain of Salvation)
BE es el quinto álbum de estudio de la banda sueca de metal progresivo Pain of Salvation, publicado a través de InsideOut Music en septiembre de 2004. Es un álbum conceptual que trata sobre la existencia de Dios, la creación de la humanidad, el mundo, y finalmente su autodestrucción por el mismo ser humano. Además de los miembros de la banda, el álbum presenta a una orquesta de nueve músicos, llamada Orchestra of Eternity, que desempeña un papel importante a lo largo de la grabación. Es el último álbum de la banda en el que interviene Kristoffer Gildenlöw al bajo. 

## Lista de canciones
- A la derecha, entre paréntesis, aparecen las traducciones aproximadas de los títulos de las canciones del latín al español.

1. "Animae Partus (I Am)" - 1:48 - ("Un dios ha nacido (Yo soy)")
2. "Deus Nova" - 3:18 - ("Nuevo dios")
3. "Imago (Homines Partus)" - 5:11 - ("Imagen (El hombre ha nacido)")
4. "Pluvius Aestivus" - 5:00 - ("Lluvia de verano")
5. "Lilium Cruentus (Deus Nova)" - 5:28 - ("Lirios cruentos")
6. "Nauticus (Drifting)" - 4:58 - ("Navegante (A la deriva)")
7. "Dea Pecuniae: Mr. Money/Permanere/I Raise My Glass" - 10:09 - ("Diosa del dinero")
8. "Vocari Dei" - 3:50 - ("Mensajes a Dios")
9. "Diffidentia (Breaching the Core)" - 7:36 - ("Desconfianza (Rompiendo el núcleo)")
10. "Nihil Morari" - 6:21 - ("Nada Permanece")
11. "Latericius Valete" - 2:27 - ("Si eres fuerte, sé fuerte")
12. "Omni" - 2:37 - ("Todo")
13. "Iter Impius" - 6:21 - ("Camino impuro")
14. "Martius/Nauticus II" - 6:41
15. "Animae Partus II" - 4:08

## Personal
- Daniel Gildenlöw - voz, guitarra
- Fredrik Hermansson - piano, clavecín y teclados
- Johan Hallgren - guitarra eléctrica y acústica
- Johan Langell - batería, percusión, coros
- Kristoffer Gildenlöw - bajo y coros

- Datos: Q2603341